# NRJ Music Awards de 2018
O NRJ Music Awards de 2018 (anunciado como NRJ Music Awards 20th Edition) foi realizado em 10 de novembro de 2018 no Palais des Festivals, em Cannes, na França. A cerimônia foi transmitida ao vivo pela rede de televisão francesa TF1 e pela estação de rádio NRJ, e foi apresentada por Nikos Aliagas.

## Performances
| Artista(s)                                          | Canção(ões)                                                                                     | Apresentado(s) por |
| --------------------------------------------------- | ----------------------------------------------------------------------------------------------- | ------------------ |
| The Black Eyed Peas David Guetta Artistas franceses | "I Gotta Feeling"                                                                               | Nikos Aliagas      |
| Gims Vianney                                        | "La Même"                                                                                       | Nikos Aliagas      |
| Dua Lipa                                            | "One Kiss" IDGAF"                                                                               | Nikos Aliagas      |
| Vitaa Claudio Capéo                                 | "Un Peu de Rêve"                                                                                | Nikos Aliagas      |
| Soprano                                             | "À la Vie à L'amour"                                                                            | Nikos Aliagas      |
| Shawn Mendes                                        | "In My Blood"                                                                                   | Nikos Aliagas      |
| Louane Julien Doré                                  | "Midi Sur Novembre"                                                                             | Nikos Aliagas      |
| Aya Nakamura                                        | "Djadja"                                                                                        | Nikos Aliagas      |
| Kendji Girac                                        | "Pour Oublier"                                                                                  | Nikos Aliagas      |
| Muse                                                | "Something Human"                                                                               | Nikos Aliagas      |
| Bigflo et Oli                                       | "Demain"                                                                                        | Nikos Aliagas      |
| Vegedream                                           | "Ramenez la Coupe à la Maison"                                                                  | —                  |
| Jenifer                                             | "Notre Idylle"                                                                                  | Nikos Aliagas      |
| Orelsan                                             | "Basique" "La Pluie"                                                                            | Nikos Aliagas      |
| David Hallyday                                      | "Ma Dernière Lettre"                                                                            | Nikos Aliagas      |
| Eddy de Pretto                                      | "Kid"                                                                                           | Nikos Aliagas      |
| David Guetta Anne-Marie Bebe Rexha                  | "Don't Leave Me Alone" Say My Name"                                                             | Nikos Aliagas      |
| Christine and the Queens                            | "Damn, Dis-moi" "La Marcheuse"                                                                  | Nikos Aliagas      |
| Patrick Bruel                                       | "Tout Recommencer"                                                                              | Nikos Aliagas      |
| Jain                                                | "Alright"                                                                                       | Nikos Aliagas      |
| Dadju                                               | "Reine"                                                                                         | Nikos Aliagas      |
| Slimane                                             | "Viens on S'aime"                                                                               | Nikos Aliagas      |
| Maître Gims                                         | Medley: "Bella" "Est-ce que Tu M'aimes ?" "Tout Donner" "Désolé" "Corazón" "Sapés Comme Jamais" | Nikos Aliagas      |
| Amir                                                | "Longtemps"                                                                                     | Nikos Aliagas      |
| Patrick Bruel Vianney Louane                        | "Hier Encore"                                                                                   | Nikos Aliagas      |
| The Black Eyed Peas                                 | "Big Love"                                                                                      | Nikos Aliagas      |

## Indicados e vencedores
Os vencedores foram revelados em 9 de novembro de 2019.
| Cantor Francofônico | Cantora Francofônica |
| --- | --- |
| - Soprano - / Amir - Kendji Girac - Gims - Orelsan - Slimane | - Jain - Christine and the Queens - Jenifer - Louane - Vitaa - Zazie |
| Cantor Internacional | Cantora Internacional |
| - Ed Sheeran - Charlie Puth - Drake - Justin Timberlake - The Weeknd - Shawn Mendes | - Ariana Grande - Beyoncé - Dua Lipa - P!nk - Selena Gomez - Sia |
| Artista Revelação Francofônico | Artista Revelação Internacional |
| - Dadju - / Aya Nakamura - Eddy de Pretto - Hoshi - Marwa Loud - / Vegedream | - / Camila Cabello - Álvaro Soler - Cardi B - Dua Lipa - Liam Payne - Post Malone |
| Grupo / Duo Francofônico | Grupo / Duo Internacional |
| - Bigflo et Oli - Hyphen Hyphen - Gims and Vianney - Naestro com part. de Gims, Vitaa, Dadju e Slimane - Orelsan com part. de Stromae - Vitaa & Claudio Capéo                              | - Imagine Dragons - Calvin Harris & Dua Lipa - David Guetta & Sia - Maroon 5 - } Muse - Nicky Jam & J Balvin |
| Clipe do Ano | DJ do Ano |
| - Bigflo et Oli - "Demain" - Ariana Grande - "No Tears Left to Cry" - Drake - "In My Feelings" - Jain - "Alright" - Maroon 5 com part. de Cardi B - "Girls Like You" - Orelsan - "Basique" | - DJ Snake - Calvin Harris - David Guetta - Feder - Kygo - Ofenbach |
| Canção Francofônica do Ano | Canção Internacional do Ano |
| - Kendji Girac - "Pour Oublier" - Gims & Vianney - "La Même" - Vitaa & Claudio Capéo - "Un Peu de Rêve" - / Aya Nakamura - "Djadja" - Eddy de Pretto - "Kid" - Dadju - "Reine"             | - Maroon 5 - "Girls Like You" - Ariana Grande - "No Tears Left to Cry" - Calvin Harris & Dua Lipa - "One Kiss" - Drake - "God's Plan" - Kygo com part. de Miguel - "Remind Me To Forget" - Nicky Jam & J Balvin - "X" |